# Clifford Jordan
Clifford Laconia Jordan (ur. 2 września 1931 w Chicago, zm. 27 marca 1993 w Nowym Jorku) – afroamerykański saksofonista i kompozytor jazzowy. Jeden z twórców „chicagowskiej szkoły” saksofonu tenorowego.

## Życiorys
Zaczął brzdąkać na domowym pianinie w wieku kilka lat. Był sadzany przy instrumencie przez rodziców, którzy zgodnie z panującą modą, wkrótce zapewnili synowi lekcje fortepianu. Bardziej niż nauka muzyki interesowała go wtedy praca wozaków, którzy swoimi konnymi wozami rozwozili różne towary, takie jak węgiel, bryły lodu i beczki z mlekiem. Często szedł za wozem aż do stajni, w których swoje konie trzymała również „czarna inteligencja” – lekarze, prawnicy i gwiazdy sportu. Były tam ustawione szafy grające, dzięki którym poznawał popularną wówczas muzykę, głównie jazzową.
Mając trzynaście lat, sięgnął po saksofon. Trzy lata później, zafascynowany grą współtwórcy bebopu – Charliego Parkera zdecydował, że on również wybierze karierę saksofonisty. Uczęszczał do prestiżowej DuSable High Scholl, w której kształcił się muzycznie pod kierunkiem Waltera Dyetta, nauczyciela wielu gwiazd jazzu.
Swój pierwszy występ dał na zabawie tanecznej, prowadząc zespół z honorarium pięciu dolarów dla muzyka. Następnie grał bluesa i R&B z wokalistą, kontrabasistą i twórcą piosenek Williem Dixonem, wokalistą Josephem „Cool Breezem” Bellem, perkusistą i wokalistą Jackiem „Cowboyem” Cooleyem, oraz perkusistą i bandliderem Armandem „Jumpem” Jacksonem. Grał także jazz (przeważnie postbop, niekiedy z elementami awangardy} w zespołach perkusisty Maxa Roacha i saksofonisty Sonny’ego Stitta. Razem z kolegami z klasy w DuSabble – saksofonistami Johnnym Griffinem i Johnem Gilmorem odbył trasę koncertową oraz występował w Chicago w Cotton Clubie i lokalach przy Cottage Grove Ave.
Po przyjeździe do Nowego Jorku nagrał w 1957 trzy albumy dla wytwórni Blue Note, które zwróciły na niego słuchaczy i krytyków. Już pierwszy z nich, zatytułowany Blowing in from Chicago zyskał duże uznanie. Nagrał go z Gilmorem jako współliderem oraz przy udziale pianisty Horace’a Silvera i perkusisty Arta Blakeygo. Następnie współprowadził zespół z trębaczem Kennym Dorhamem, W pierwszych latach pobytu w Nowym Jorku pracował także jako sideman. Grał z tak znanymi muzykami, jak kontrabasista Paul Chambers, pianiści Sonny Clark i Joe Zawinul, puzonista J.J. Johnson, saksofonista i flecista Eric Dolphy, oraz trębacze Lee Morgan i Art Farmer. W tym czasie zaczął komponować. Jego utwory premierowo wykonywał m.in. kwintet Horace’a Silvera, z którym jeździł w trasy i nagrywał.
W 1960 założył zespół wraz pianistą Cedarem Waltonem, późniejszym długoletnim współpracownikiem i nagrał z nim kilka dobrze przyjętych płyt. W 1964 dołączył do sekstetu kontrabasisty Charlesa Mingusa, którym grał także Eric Dolphy. Nagrał z nim kilka płyt koncertowych oraz odbył tournée po Europie. W 1967 w ramach tasy koncertowej, zorganizowanej przez Departamentu Stanu, wystąpił z zespołem Radndy’ego Westona w wielu krajach Afryki. W 1969 na krótko zamieszkał z żoną, Shirley, w Belgii i często koncertował w Paryżu.
W 1970 powrócił do kraju i podpisał umowę na realizację trzech albumów z wytwórnią Strata East, której właścicielami byli muzycy: trębacz Charles Tolliver i pianista Stanley Cowell. Na ostatniej z nich, nagranej w 1974 Drink Plenty Water..., znalazły się utwory z kwestiami mówionymi przez aktora Davida Smyrla, oraz śpiewane przez Jordana i jego szesnastoletnią wówczas córkę – Donnę Jordan Harris.
W latach 80. zaczął regularnie grać z Artem Farmerem, odnawiając znajomość, którą z nim nawiązał w pierwszych latach pobytu w Nowym Jorku. Ich współpraca, podczas której oprócz wspólnych występów nagrali kilka płyt, trwała niemal do końca jego życia. Pod koniec lat 90. założył big-band, z którym regularnie występował w nowojorskim klubie Eddiego Condona.
Począwszy od lat 60. zajmował się także działalnością społeczną, głównie edukacyjną. Prowadził koncerty z pogadankami w szkołach publicznych Nowego Jorku. Również w NYC pełnił funkcję konsultanta muzycznego w organizacji społecznej Bed-Stuy Youth in Action. Udzielał lekcji gry na flecie i saksofonie w ramach programu muzycznego organizacji non-profit Jazzmobile. Udzielał się także w innej instytucji pozarządowej – Henry Street Settlement, zajmującej się działalnością w zakresie usług społecznych, zdrowotnych i oświatowych. Był także pierwszym dyrektorem muzycznym przedsięwzięcia Dancemobile – organizowanych dorocznie w nowojorskich parkach występów, szkółek i spotkań dyskusyjnych poświęconych tańcowi.
W ostatnim okresie życia chorował na raka płuc. Zmarł na Manhattanie wskutek powikłań chorobowych. Miał 61 lat.

### Małżeństwa i dzieci
Był dwukrotnie żonaty. Jego pierwszą żoną była Shirley, projektantka mody, która przez pewien czas prowadziła w Nowym Jorku własną The Clothes Gallery. Miał z nią córkę – Donnę Jewell i syna – Erica. Po rozwodzie poślubił Sandy z d. Williams, graficzkę, która projektowała niektóre okładki jego płyt dla wytwórni Strata East oraz plakaty i materiały reklamowe. Była także współzałożycielką i działaczką The Jazz Foundation of America. Tak jak on była rozwiedziona. Oba małżeństwa znały się jeszcze przed rozwodami. Sandy pozostała z nim do końca jego życia.

## Wybrana dyskografia

### Jako lider lub współlider
- 1957
  - Blowing in from Chicago – Cliff Jordan and John Gilmore (Blue Note)
  - Cliff Jordan (Blue Note)
  - Cliff Craft (Blue Note)
- 1958 Paul Chambers Quintet with Donald Byrd, Cliff Jordan, Tommy Flanagan, Elvin Jones (Blue Note)
- 1960
  - Jenkins, Jordan and Timmons – John Jenkins, Cliff Jordan and Bobby Timmons (Prestige)
  - Spellbound (Prestige)
- 1961 
  - A Story Tale – Clifford Jordan–Sonny Red (Jazzland)
  - Starting Time (Jazzland)
- 1962 Bearcat (Jazzland)
- 1965 These Are My Roots - Clifford Jordan Plays Leadbelly (Atlantic)
- 1970 Soul Fountain (Vortex Records)
- 1972 In the World (Strata-East)
- 1973 Glass Bead Games (Strata-East)
- 1975
  - Night of the Mark VII (Muse Records)
  - Firm Roots (SteepleChase Records)
  - The Highest Mountain (SteepleChase)
- 1977
  - Clifford Jordan & The Magic Triangle – On Stage Vol. 1 (SteepleChase)
  - Remembering Me-Me (Muse)
- 1978
  - Clifford Jordan & The Magic Triangle – On Stage Vol. 2 (SteepleChase)
  - Inward Firee (Muse)
  - Hello, Hank Jones (Eastworld)
- 1979 Clifford Jordan & The Magic Triangle – On Stage Vol. 3 (SteepleChase Records)
- 1980 The Adventurer (Muse)
- 1983 Hyde Park After Dark – Clifford Jordan–Von Freeman–Cy Touff–Norman Simmons–Victor Sproles–Wilbur Campbell (Bee Hive Records)
- 1984 Repetition (Soul Note)
- 1985
  - Half Note (SteepleChase Records)
  - Dr. Chicago (Bee Hive Records)
  - Philly Joe Jones–James Long–Clifford Jordan – The Rotterdam Session (Audio Daddido)
- 1987 Royal Ballads (Criss Cross Jazz)
- 1990
  - Four Play – Clifford Jordan–Richard Davis–James Williams–Ronnie Burrage (DIW Records)
  - Live at Ethell’s (Mapleshade Records)
  - David „Fathead” Newman’s Quartet plus Clifford Jordan – Blue Head (Candid Records)
- 1992 The Clifford Jordan Big Band – Down Through the Years (Milestone Records)
- 1994 Masters from Different Worlds – Clifford Jordan–Ran Blake (Mapleshade)
- 1997
  - Play What You Feel (Mapleshade)
  - The Mellow Side of Clifford Jordan (Mapleshade)
- 2022 Drink Plenty Water... (Harvest Song Records)

### Jako sideman
Z Ericem Dolphym
- !963
  - Iron Man (Douglas International)
  - Conversations (FM)

Z Artem Farmerem
- 1982 Mirage (Soul Note)
- 1986 You Make Me Smile (Soul Note)
- 1987 Something to Live For – The Music of Billy Strayhorn (Contemporary Records)
- 1988 Blame It on My Youth (Contemporary)
- 1989 Ph.D. (Contemporary)
- 1994 Art Farmer Quintet Featuring Clifford Jordan – Live at Sweet Basil (Evidence Records)

Z  Dizzym Gillespiem
- 1992 To Bird with Love (Telarc)

Ze Slidem Hamptonem
- 1985 Roots (Criss Cross Jazz)

Z J. J. Johnsonem
- 1961 J.J. Inc. (Columbia)

Z Carmen McRae
- 1986 Any Old Time (Denon Records)
- 1990 Carmen Sings Monk (Novus Records)

Z Charlesem Mingusem
- 1964 Town Hall Concert (Jazz Workshop)
- 1966 Right Now – Live at the Jazz Workshop (Fantasy)
- 1971 The Great Concert of Charles Mingus (America Records)
- 1993 Astral Weeks (Moon)
- 1996 Revenge! (Revenge)
- 1980 Mingus in Europe – Volume I (Enja Records)
- 1981 Mingus in Europe – Volume II (Enja)
- 2007 Charles Mingus Sextet with Eric Dolphy – Cornell 1964 (Blue Note)

Z Mingus Dynasty
- 1988
  - Live at the Theatre Boulogne - Billancourt/Paris, Vol. 1 (Soul Note)
  - Live at the Theatre Boulogne - Billancourt/Paris, Vol. 2 (Soul Note)

Z Lee Morganem
- 1960 Here’s Lee Morgan (Vee-Jay Records)
- 1961 Expoobident (Vee-Jay)
- 1962 Take Twelve (Jazzland)

Z Horacem Silverem
- 1958 Further Explorations by the Horace Silver Quintet (Blue Note)

Z Cedarem Waltonem
- 1968 Spectrum (Prestige)
- 1969 The Electric Boogaloo Song (Prestige)
- 1973 The Cedar Walton Trio – A Night at Boomers, Vol. 1 – Special Guest Star Clifford Jordan (Muse)
- 1974 The Cedar Walton Trio – A Night at Boomers, Vol. 2 – Special Guest Star Clifford Jordan (Muse)
- 1976 The Pentagon (East Wind Records)

Z Joem Zawinulem
- 1966 Money in the Pocket (Atlantic)

Zestawienie wg dat wydania płyt

## Uwaga
1. ↑  Do twórców „chicagowskiej szkoły” saksofonu tenorowego oprócz niego należeli: Gene Ammons, Von Freeman i Johnny Griffin.